# Hostkovice (Dačice)
Hostkovice (německy Hostes) jsou malá vesnice, část města Dačice v okrese Jindřichův Hradec v Jihočeském kraji. Nachází se asi 3,5 kilometru západně od Dačic.  Prochází zde silnice II/151. Nejbližší železniční stanice i pošta jsou v Dačicích.

## Poloha
Hostkovice leží v katastrálním území Hostkovice u Dolních Němčic o rozloze 3,83 km² v údolí Lipoleckého potoka, pravostranného přítoku Moravské Dyje. Ploché okolí obce náleží k západní části Dačické sníženiny. V okolí se vyskytují výjimečné skalní útvary, zpestřující jinak monotonní krajinu. Svah na pravém břehu Lipoleckého potoka je až 30 m vysoký. Svah uzavírá skalní převis.

## Historie
První písemná zmínka o vesnici pochází z roku 1399. Roku 1610 náležely Hostkovice k Dačicím a součástí dačického panství byly až do roku 1849. Před třicetiletou válkou bylo v Hostkovicích 27 usedlostí, z toho zůstalo za války 20 osazeno a 7 zpustlo.
Podle vceňovacího operátu žilo v roce 1843 v Hostkovicích 231 obyvatel, z toho 108 mužů a 123 žen ve 43 domech a 57 domácnostech. Desátky byly odváděny panství Dačice a faře v Lipolci.
Tato malá vesnice měla dříve německé obyvatelstvo, po roce 1918 s českou menšinou. Po odsunu německého obyvatelstva po druhé světové válce české obyvatelstvo. V roce 1850 měla obec 214 obyvatel.

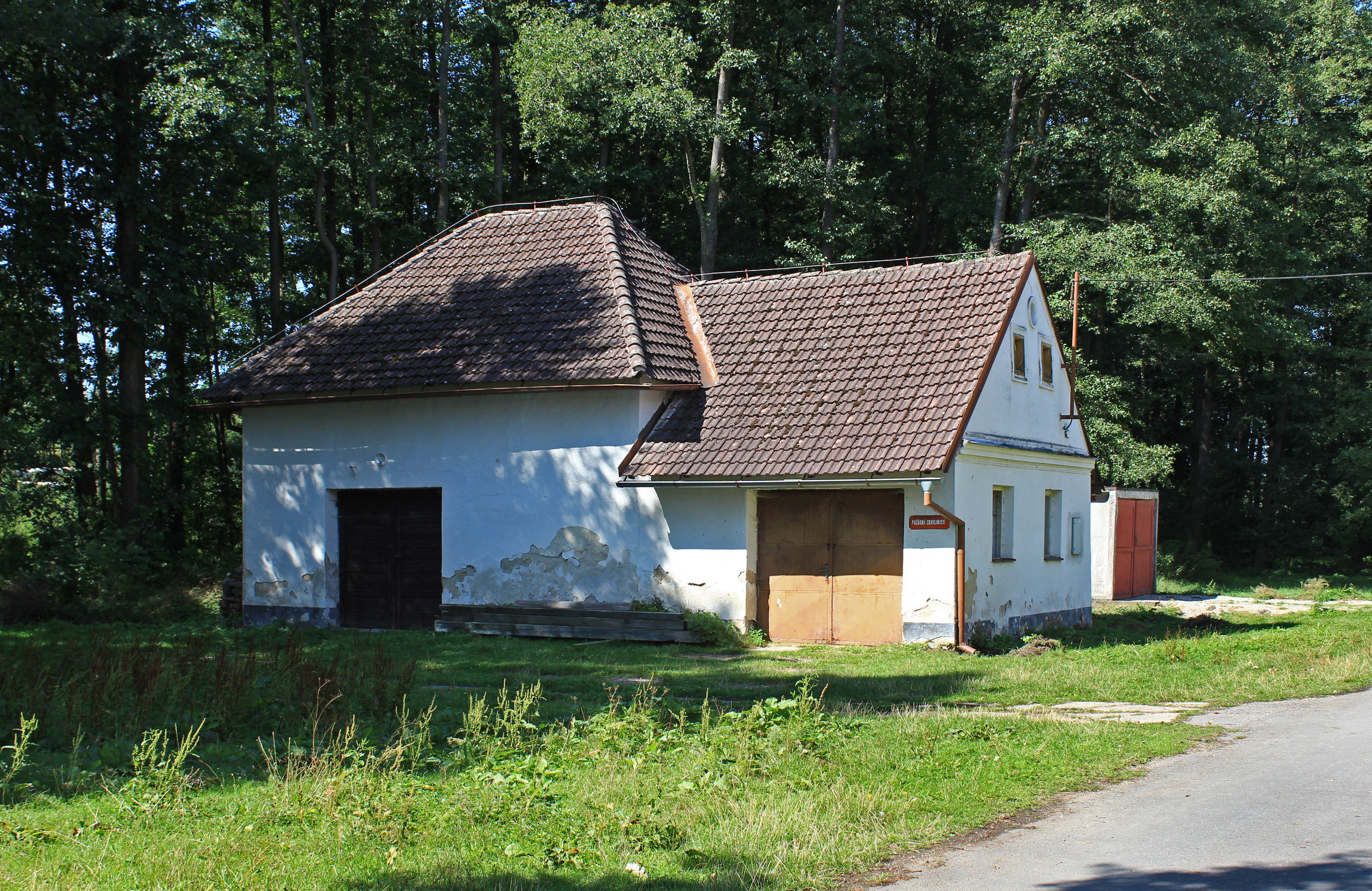
Bývalá hasičárna

### Vývoj obce do konce 20. století
Ve druhé polovině 19. století a v první polovině 20. století se většina obyvatelstva obce živila zemědělstvím.  K roku 1911 se uvádí živnosti: 1 hostinský, 1 kameník, 1 kolář, 1 krejčí a 2 obuvníci; k roku 1924: 1 kameník, 1 kolář, 3 krejčí, 1 mlynář, 1 obuvník, 1 výrobce cement. zboží, 22 hosp. rolníků. Obec byla elektrifikována připojením na síť ZME Brno roku 1931.
Po roce 1945 byly postaveny další rodinné domky a tenisové kurty. JZD vzniklo roku 1956. V roce 1964 se sloučilo s JZD Lipnice, Lipolec a Markvarec do JZD Markvarec a to bylo roku 1976 sloučeno do JZD Dolní Němčice. Nyní převládající zaměstnání: zemědělství, dojížďka za prací do průmyslových závodů a služeb v Dačicích. V obci truhlářství, výrobna lahůdek, stavební firma. 

## Obyvatelstvo
| Rok            | 1869 | 1880 | 1890 | 1900 | 1910 | 1921 | 1930 | 1950 | 1961 | 1970 | 1980 | 1991 | 2001 | 2011 | 2021 |
| -------------- | ---- | ---- | ---- | ---- | ---- | ---- | ---- | ---- | ---- | ---- | ---- | ---- | ---- | ---- | ---- |
| Počet obyvatel | 202  | 216  | 206  | 204  | 189  | 214  | 190  | 121  | 97   | 118  | 90   | 62   | 73   | 105  | 96   |
| Počet domů     | 44   | 41   | 42   | 41   | 41   | 41   | 40   | 37   | 25   | 28   | 25   | 33   | 31   | 38   | 40   |

## Obecní správa
Hostkovice byly samostatnou obcí a v letech 1850 až 1855 byly podřízeny politické pravomoci Podkrajského úřadu v Dačicích. Po vzniku smíšených okresních úřadů s politickou a soudní pravomocí byly v letech 1855 až 1868 podřízeny okresnímu úřadu v Dačicích. Když byly roku 1868 veřejná správa a soudnictví opět odděleny, vrátily se pod politickou pravomoc okresního hejtmanství v Dačicích. Od roku 1911 náležely pod okresní soud ve Slavonicích až do roku 1938. Po okupaci pohraničí nacistickým Německem patřily od října 1938 do května 1945 pod landrat ve Waidhofenu an der Thaya.
Po osvobození v květnu 1945 náležely pod Okresní národní výbor v Dačicích a v jeho rámci od roku 1949 pod nově vzniklý Jihlavský kraj. Toto začlenění trvalo do poloviny roku 1960, kdy po územní reorganizaci byly Hostkovice s moravským Slavonickem začleněny pod správní okres Jindřichův Hradec a Jihočeský kraj, což trvalo až do zrušení okresního úřadu v Jindřichově Hradci koncem roku 2002. V roce 1964 byly Hostkovice připojeny k Dolním Němčicím a od 1. ledna 1980 k městu Dačicím. Od roku 2003 spadají pod pověřený městský úřad v Dačicích v samosprávném Jihočeském kraji.

## Galerie

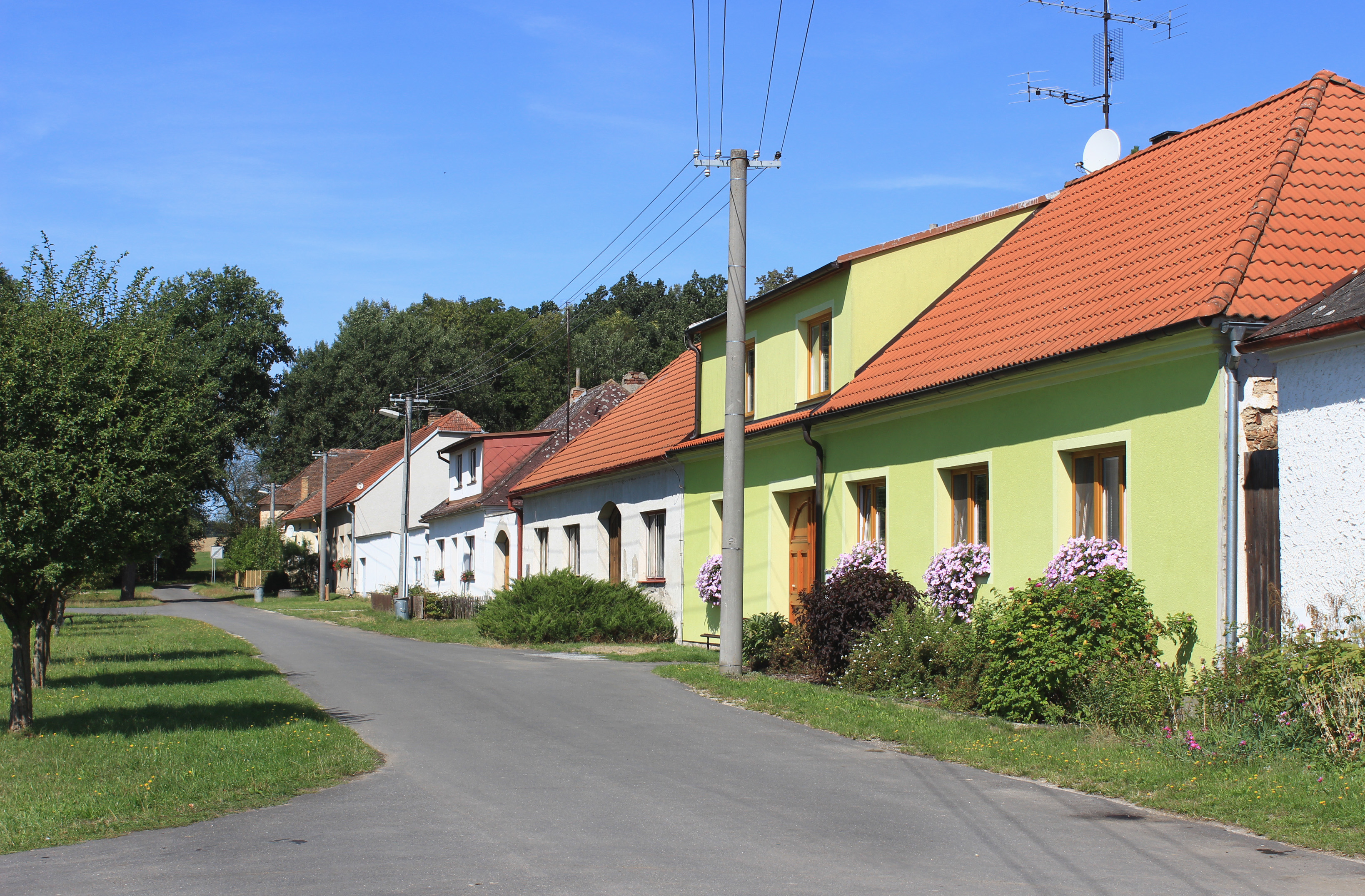
Domky u rybníka
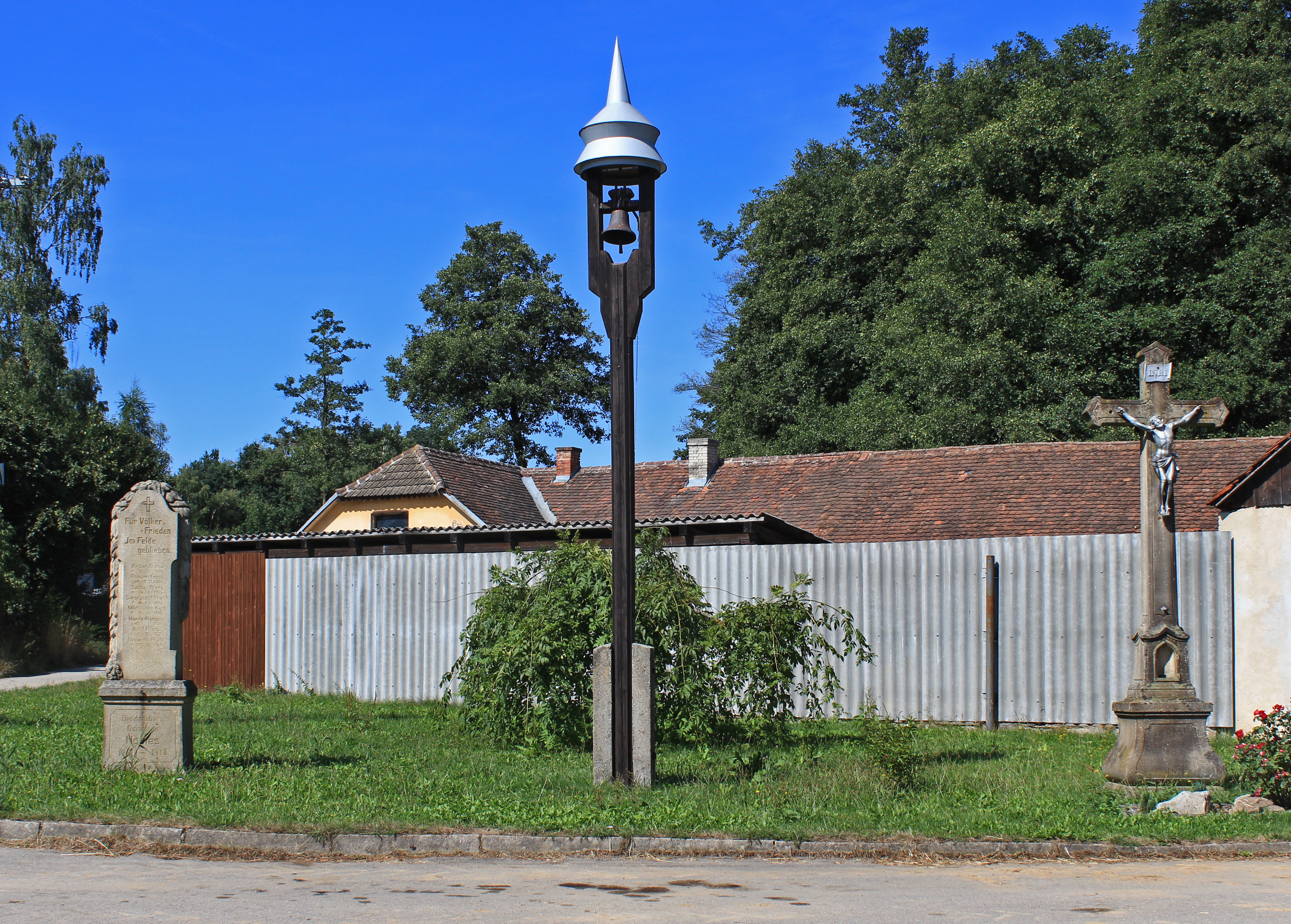
Památník, zvonice a křížek
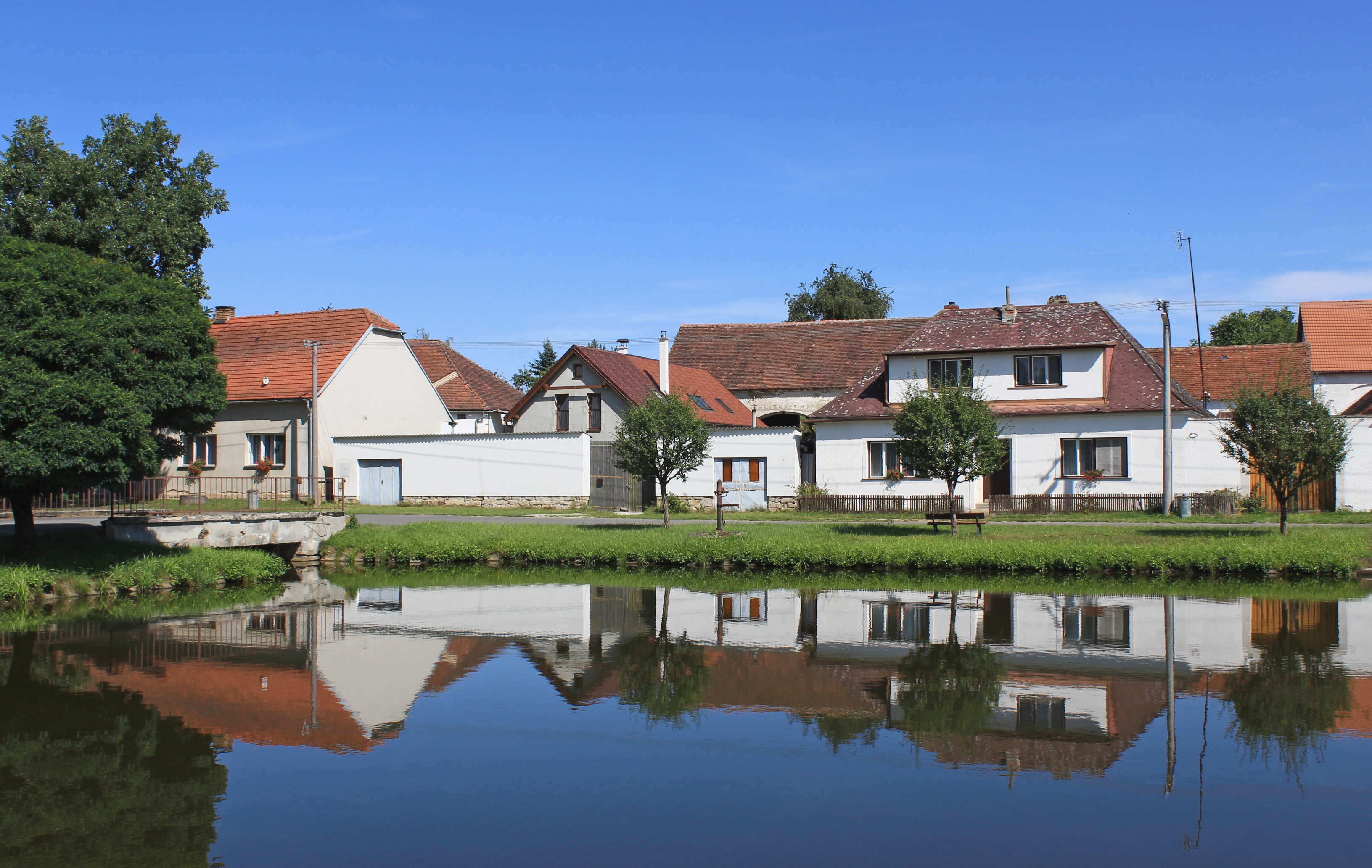
Domek za východním rybníkem